# Теодорих I
Вижте пояснителната страница за други личности с името Теодорих.
Теодорих I (на немски: Theuderich I; на френски: Thierry * пр. 484; † 533) е от 511 до 533 г. крал на франките в източната част на царството, която по-късно се нарекла Австразия.

## Биография
Той е най-възрастният син на краля на меровингите Хлодвиг I и конкубина от франките. Доведените му братя Хлодомер, Хлотар I и Хилдеберт I са от брака на баща му с Клотилда Бургундска.
След смъртта на баща му през 511 г. той получава почти една трета от Франция, източната част на царството Шампания, Оверн, части от Аквитания и дясната територия на Рейн. Столицата му вероятно е Реймс. Това разпределение отговаря на изискванията на Салическия закон.
През 531 г. с помощта на брат си Хлотар I той завладява царство Тюрингия.
През 531 г. Теодорих I сгодява син си Теодеберт I с Визигарда, дъщеря на лангобардския крал Вахо. През 532 г. потушава въстанието на Мундерих, който се стремял за кралска корона.
Женен е първо вероятно за Еостера от готски произход, дъщеря на краля на вестготите Аларих II. С нея има син Теодеберт I.
Втората му съпруга от 517 г. Суавегота е дъщеря на бургундския крал Зигизмунд (516 – 524). С нея има дъщеря Теодехилда.
Дъщеря му Теодехилда (Theudechildis, Theudechild; † 579 г.) е била омъжена за краля на варните Hermegisclus, а след неговата смърт за неговия син Radigis. Когато той се развежда с нея, тя се връща в родината си.
Теодорих I умира към края на 533 г. Негов наследник става синът му Теодеберт I (* 500, † 548).